# Xian de Qian
Pour les articles homonymes, voir Qian.
Le xian de Qian (chinois : 乾县 ; pinyin : Qián xiàn) est un district administratif de la province du Shaanxi en Chine. Il est placé sous la juridiction de la ville-préfecture de Xianyang.

## Démographie
La population du district était de 537 429 habitants en 1999.

## Patrimoine
Le xian situé près de Xi'an, capitale, sous la dynastie Tang, appelée alors Chang'an, comporte différents tumulus impériaux, dont le mausolée de Qianling, abritant les dépouilles de Tang Gaozong et de Wu Zetian.